# Liste des épisodes de Star Wars: The Clone Wars
Cet article présente la liste des épisodes de la série télévisée Star Wars: The Clone Wars. Ils sont listées dans l'ordre de leur position dans la sortie de la série, et, sauf mention du contraire dans la section sur l'arc concerné, dans l'ordre chronologique par conséquent.

## Généralités
Le 17 mars 2014, le site officiel de Star Wars présente un ordre chronologique des 121 épisodes de la série, incluant le long-métrage homonyme Star Wars: The Clone Wars. La liste est par la suite mise à jour par l'ajout des épisodes de la septième saison, sortie ultérieurement.
Chaque épisode de la série commence par une phrase, une « sagesse Jedi », censée marquer le spectateur et l'amener à une réflexion philosophique en lien avec l'intrigue de l'épisode.

## Première saison (2008-2009)

### Toydaria
1. Embuscade (Ambush)

### Malveillant
Pour le premier épisode de l'arc, L'Aube du Malveillant, le compositeur Kevin Kiner est nommé dans la catégorie de la meilleure musique dans une production télévisuelle lors de la 36e cérémonie des Annie Awards, le 30 janvier 2009.
1. L'Aube du Malveillant (Rising Malevolence)
2. L'Ombre du Malveillant (Shadow of Malevolence)
3. Détruisez le Malveillant (Destroy Malevolence)

### Soldats clones
1. Les Bleus (Rookies)

### R2-D2
1. La Chute du droïde (Downfall of a Droid)
2. Duel de droïdes (Duel of the Droids)

### Nute Gunray
En février 2009, le troisième épisode de l'arc, L'Antre de Grievous, est récompensé comme meilleur montage sonore lors des Motion Picture Sound Editors Awards.
Ce même épisode est l'épisode le plus apprécié de la saison, selon les notes du site IMDb.
1. Jedi Bombad (Bombad Jedi)
2. La Cape des ténèbres (Cloak of Darkness)
3. L'Antre de Grievous (Lair of Grievous)

### Comte Dooku
1. La Capture du comte Dooku (Dooku Captured)
2. Le Général Gungan (The Gungan General)

### Marridun
1. Le Crash (Jedi Crash)
2. Les Défenseurs de la paix (Defenders of Peace)

### Orto Plutonia
1. Intrusion (Trespass)

### Christophsis
Il s'agit du deuxième épisode dans l'ordre chronologique, après Le Chat et la Souris, lui aussi seizième épisode de sa saison. Ces deux épisodes se déroulent avant même le film pilote de la série.
1. L'Ennemi caché (The Hidden Enemy)

### Ombre bleue
1. Le Virus de l'ombre bleue (Blue Shadow Virus)
2. Les Mystères des mille lunes (Mystery of a Thousand Moons)

### Ryloth
1. Tempête sur Ryloth (Storm Over Ryloth)
2. Les Innocents de Ryloth (Innocents of Ryloth)
3. Liberté sur Ryloth (Liberty on Ryloth)

### Chasseurs de primes
Malgré sa place dans la première saison, cet épisode se déroule tardivement, entre les deux épisodes de l'arc « Hutts » de la troisième saison.
1. Prise d'otage (Hostage Crisis)

## Deuxième saison (2009-2010)
Le surnom utilisé pour la promotion de la saison, Rise of the Bounty Hunters,, est, une fois les épisodes tous sortis, jugé trompeur face au peu d'épisodes où les chasseurs de primes apparaissent et à l'absence de fil directeur autour de ces chasseurs de primes,.

### Holocron
1. Le Vol de l'holocron (Holocron Heist)
2. La Dangereuse Cargaison (Cargo of Doom)
3. Les Enfants de la Force (Children of the Force)

### Géonosis
Pour l'épisode au milieu de l'arc, L'Usine d'armement, le compositeur Kevin Kiner est nommé dans la catégorie de la meilleure musique dans une production télévisuelle lors de la 37e cérémonie des Annie Awards, le 6 février 2010.
Le même mois, le deuxième épisode de l'arc est nommé pour le meilleur montage sonore lors des Motion Picture Sound Editors Awards.
Ce même épisode est l'épisode le plus apprécié de la saison, selon les notes du site IMDb.
1. Un espion au Sénat (Senate Spy)
2. Atterrissage mouvementé (Landing at Point Rain)
3. L'Usine d'armement (Weapons Factory)
4. L'Héritage de la terreur (Legacy of Terror)
5. Les Envahisseurs mentaux (Brain Invaders)

### Saleucami
1. L'Intrigue de Grievous (Grievous Intrigue)
2. Le Déserteur (The Deserter)

### Ahsoka
1. Le Sabre laser perdu (Lightsaber Lost)

### Mandalore
1. Le Complot de Mandalore (The Mandalore Plot)
2. Le Voyage de la tentation (Voyage of Temptation)
3. La Duchesse de Mandalore (Duchess of Mandalore)

### Sénat
1. Meurtres au Sénat (Senate Murders)

### Christophsis
Il s'agit du premier épisode dans l'ordre chronologique, suivi de L'Ennemi caché, lui aussi seizième épisode de sa saison. Ces deux épisodes se déroulent avant même le film pilote de la série.
1. Le Chat et la Souris (Cat and Mouse)

### Felucia
Cet épisode se déroule entre les deux premiers arcs de la saison.
1. Les Chasseurs de primes (Bounty Hunters)

### Zillo
Cet arc se déroule entre les deux premiers arcs de la saison.
L'arc est une référence à Godzilla. George Lucas souhaitait en effet introduire dans cet univers un monstre de style kaiju.
1. La Bête de Zillo (The Zilo Beast)
2. La bête de Zillo contre-attaque (The Zilo Beast Strikes Back)

### Boba Fett
Cet arc centré autour du personnage de Boba Fett, qu'il introduit dans la série, sort pour le trentième anniversaire de l'introduction originale de Boba, dans L'Empire contre-attaque.
1. Piège mortel (Death Trap)
2. R2 rentre au bercail (R2 Come Home)
3. La Traque mortelle (Lethal Trackdown)

## Troisième saison (2010-2011)

### Soldats clones
Le premier épisode de l'arc se déroule avant Les Bleus, de la première saison. Le second épisode de l'arc se déroule après Les Bleus.
1. Les Clones cadets (Clone Cadets)
2. Les ARC Troopers (Arc Troopers)

### Toydaria
Cet épisode se déroule avant Embuscade, de la première saison.
1. Les Renforts (Supply Lines)

### Pantora
1. La Sphère de l'influence (Sphere of Influence)

### Mandalore
1. Corruption (Corruption)
2. L'Académie (The Academy)

### Ahsoka
1. Assassin (Assassin)

### Hutts
1. Plans malveillants (Evil Plans)
2. La Chasse de Ziro (Hunt for Ziro)

### Sénat
1. Héros des deux côtés (Heroes on Both Sides)
2. À la poursuite de la paix (Pursuit of Peace)

### Sœurs de la nuit
1. Les Sœurs de la nuit (NightSisters)
2. Monstre (Monster)
3. Les Sorcières de la brume (Witches of the Mist)

### Mortis
Les Fantômes de Mortis est l'épisode le plus apprécié de la saison, selon les notes du site IMDb.
1. Les Grands Seigneurs (Overlords)
2. L'Autel de Mortis (Altar of Mortis)
3. Les Fantômes de Mortis (Ghosts of Mortis)

### Nexus
1. La Citadelle (The Citadel)
2. Contre-attaque (Counter Attack)
3. Sauvetage à la citadelle (Citadel Rescue)

### Trandoshans
1. La Padawan perdue (Padawan Lost)
2. La Chasse au Wookie (Wookie Hunt)

## Quatrième saison (2011-2012)

### Mon Calamari
1. Guerre aquatique (Water War)
2. L'Attaque Gungan (Gungan Attack)
3. Prisonniers (Prisoners)

### Gungans
1. Le Guerrier de l'ombre (Shadow Warrior)

### Droïdes
L'aventure de C-3PO et R2-D2 dans le deuxième épisode de l'arc est une référence au classique de la littérature anglophone Les Voyages de Gulliver de Jonathan Swift.
1. Mission humanitaire (Mercy Mission)
2. Les Droïdes nomades (Nomad Droids)

### Soldats clones
Le Carnage de Krell est l'épisode le plus apprécié de la saison, selon les notes du site IMDb.
1. L'Obscurité sur Umbara (Darkness on Umbara)
2. Le Général (The General)
3. Insubordination (Plan of Dissent)
4. Le Carnage de Krell (Carnage of Krall)

### Zygerria
1. L'Enlèvement (Kidnapped)
2. Les Esclaves de la République (Slaves of the Republic)
3. Les Évadés de Kadavo (Escape from Kadavo)

### Ahsoka
1. Un ami dans le besoin (A Friend in Need)

### Espionnage
1. Manigance (Deception)
2. Amis et Ennemis (Friends and Enemies)
3. La Boîte (The Box)
4. Crise sur Naboo (Crisis on Naboo)

### Sœurs de la nuit
1. Le Massacre (Massacre)
2. Les Chasseurs (Bounty)
3. Les Frères (Brothers)
4. Vengeance (Revenge)

## Cinquième saison (2012-2013)

### Les frères de la nuit
Bien qu'il ouvre la saison, cet épisode se déroule entre les arcs « Les droïdes » et « Mandalore », plus tard dans la même saison.
1. Retour en force (Revival)

### Onderon
1. Une guerre sur deux fronts (A War on Two Fronts)
2. Les Meneurs (Front Runners)
3. La Reconquête (The Soft War)
4. Points de rupture (Tipping Points)

### Les Padawan
LLe 24 novembre 2016, Pablo Hidalgo (en), l'un des membres du Lucasfilm Story Group, révèle que l'arc « Les Padawan » devait initialement former un film pilote pour une série télévisée qui aurait été dérivée de The Clone Wars. George Lucas souhaitait créer cette série alors même qu'il planifiait la vente de Star Wars. Après le montage des épisodes, le film aurait fait l'objet d'une projection test lors de la Star Wars Celebration VI, mais Lucas abandonne ce projet et place ces épisodes dans la cinquième saison de The Clone Wars,,.
1. La Collecte (The Gathering)
2. Le Test de résistance (A Test of Strength)
3. Sauvetage en cours (Bound for Rescue)
4. Une alliance nécessaire (A Necessary Bond)

### Les droïdes
Une journée ensoleillée dans le néant est l'épisode de la série préféré de George Lucas, le créateur de la franchise,.
1. Les Armes secrètes (Secret Weapons)
2. Une journée ensoleillée dans le néant (A Sunny Day in the Void)
3. Porté disparu (Missing in Action)
4. Point de non-retour (Point of No Return)

### Mandalore
Sans foi ni loi est l'épisode le plus apprécié de la saison, selon les notes du site IMDb.
1. L'Alliance (Eminence)
2. La Conspiration (Shades of Reason)
3. Sans foi ni loi (The Lawless)

### Ahsoka
1. L'Attentat (Sabotage)
2. Le Jedi qui en savait trop (The Jedi Who Knew Too Much)
3. À la poursuite d'un Jedi (To Catch a Jedi)
4. La Fausse Coupable (The Wrong Jedi)

## Sixième saison (2014)

### Ordre 66
1. L'Inconnu (The Unknown)
2. Le Complot (Conspiracy)
3. Le Fugitif (Fugitive)
4. Les Ordres (Orders)

### Scipio
1. Une vieille connaissance (An Old Friend)
2. L’Ascension de Clovis (The Rise of Clovis)
3. Le Système en crise (Crisis at the Heart)

### Bardotta
1. Les Disparus, première partie (The Disappeared - Part 1)
2. Les Disparus, deuxième partie (The Disappeared - Part 2)

### Sifo-Dyas
1. Le Jedi oublié (The Lost One)

### Yoda
Le Sacrifice est l'épisode le plus apprécié de la saison, selon les notes du site IMDb.
1. Les Voix (Voices)
2. La Destinée (Destiny)
3. Le Sacrifice (Sacrifice)

## Septième saison (2020)

### Bad Batch
1. Le Bad Batch (The Bad Batch)
2. Un écho distant (A Distant Echo)
3. Sur les ailes des Keeradaks (On the Wings of Keeradaks)
4. Une affaire en suspens (Unfinished Business)

### Ahsoka Tano
Bien qu'il soit situé dans la place de deuxième arc de la saison du fait de son lien avec le dernier arc, cet arc se déroule avant l'arc « Bad Batch ».
1. Une amitié de haut vol (Gone With a Trace)
2. Une affaire douteuse (Deal No Deal)
3. Une dette dangereuse (Dangerous Debt)
4. Réunis à nouveau (Together Again)

### Le siège de Mandalore
Chacun des quatre épisodes de cet arc est présent parmi les dix épisodes les plus appréciés de la série, selon les votes du site Ranker.
Ces quatre épisodes sont aussi les quatre plus appréciés de la série, selon les notes du site IMDb. En particulier, le dernier épisode, La victoire et la mort, est le plus apprécié, selon le même site.
1. Amis envers et contre tout (Old Friends Not Forgotten)
2. L'Apprentie fantôme (The Phantom Apprentice)
3. Anéantie (Shattered)
4. La victoire et la mort (Victory and Death)

## The Clone Wars Legacy(2014)

### titre français inconnu (Crystal Crisis on Utapau)
1. titre français inconnu (A Death on Utapau)
2. titre français inconnu (In Search of the Crystal)
3. titre français inconnu (Crystal Crisis)
4. titre français inconnu (The Big Bang)